# ハックルベリー・フィンの冒険
『ハックルベリー・フィンの冒険』（ハックルベリー・フィンのぼうけん、Adventures of Huckleberry Finn）は、マーク・トウェインことサミュエル・クレメンズにより、1885年2月18日に初版が出版された。
トム・ソーヤー（マーク・トウェインの他の三篇の作品の主人公）の親友であるハックルベリー（ハック）・フィンによって語られる、方言あるいは口語体で書かれた最初の小説作品で、グレート・アメリカン・ノベルの一つでもある。

## あらすじ
『トム・ソーヤーの冒険』の結末で、盗賊の金貨を発見したハックとトム。発見した金貨は二人で折半ということになり、ハックの取り分はサッチャー判事の預かりとなった。1日につき1ドルの利息が払われることとなり、ハックは、金貨の管理人となったダグラス夫人の養子として、屋敷に住むことになった。トムと共に学校へも通うこととなったハックだったが、寝たい時に寝て、好きな時に起きる自由気ままな日々とは違い、決められた時間に寝起きし、礼儀作法をミス・ワトソンから徹底的に仕込まれる日々に堅苦しさを覚える。しかしトムとの交流ばかりは以前と変らず、ハックは次第にダグラス家での日々にも慣れ始めた。
その頃、ハックが大金を得たことを聞きつけ、行方をくらましていた彼の父がセント・ピーターズバーグに現れ、強引にハックを連れ去ってしまう。折を見て自らの死を偽装し、首尾よく父親の元から逃げだしたハックは、ワトソン家の使用人である黒人のジムと再会する。ジムは、ワトソン家の主人が彼を南部に売ろうと計画していたのを立ち聞きし、逃走してきたのだった。奴隷制を廃止した自由州へ向かうというジムと共に、ミシシッピー川を下り始めるハック。当時、アメリカで奴隷は白人の所有物とされており、その逃亡を助ける行為は犯罪とされていた。社会的な価値観による良心の呵責に葛藤しながらも、ハックは様々な人と出会い、騒動に巻き込まれ、次第にジムとの友情を深めていく……

## 登場人物
ハックルベリー「ハック」フィン
小説の主人公であり語り手で、ミズーリ州セントピーターズバーグに住む13歳の少年。父親は町のアルコール依存症者であり、ハックは一般的に自分の知恵で生き延びなければならない。考え深く賢い子供であり、社会的規範に反する独自の結論を導く傾向がある。
トム・ソーヤー
ハックの友人であり、本作の前編作にあたる『トム・ソーヤーの冒険』の主人公。トムは想像力豊かで支配的なキャラクターで、冒険小説から奇抜な計画を得る。トムの社会規範への厳格な従順さは、ハックが時間とともに批判し放棄する「文明的」力を肯定する。
ジム
ミス・ワトソンの奴隷の一人で、迷信を信じるが知的で実用的なキャラクター。ジムの犠牲と友情は、ハックに人間性が人種とは無関係であることを示す。逃亡奴隷として、しばしば屈辱的な状況に陥る。
パップ・フィン
ハックの父親であり、町の酔っ払い。無知で悪化した状態のパップは、ハックの教育を拒否し、しばしば彼を殴る。パップは、小説における白人社会の腐敗と家族構造の失敗を象徴している。
公爵とダフリン
ハックとジムが救った二人の詐欺師。年老いた男はフランス王位の後継者を名乗り、若い男は誘拐された公爵だと言う。ハックは彼らが詐欺師であることを理解するが、彼らの慈悲に任せる。
ダグラス夫人とミス・ワトソン
セントピーターズバーグで一緒に暮らす二人の裕福な姉妹。ダグラス夫人はより優しく忍耐強い一方、ミス・ワトソンは厳格で二面性のある宗教的価値観の代表者である。ハックは社会的期待に応えられないことを恐れて、ダグラス夫人を失望させたくないと考えている。
サッチャー裁判官
ハックとダグラス夫人の責任を持ち、ハックとトムが見つけたお金を保護する役割を持つ地方裁判官。ハックは父親が戻った後、財産を裁判官に譲渡し、裁判官はハックに慰めを与える。サッチャー裁判官にはベッキーという娘がいる。
グレンジャーフォード一家
スチームボートが筏に衝突し、ジムからハックを引き離した後、彼を受け入れる家族。グレンジャーフォード一家は長年の敵であるシェパードソン一家と滑稽で血なまぐさい対立をしている。
ウィルクス家
公爵とダフリンが地元の男性ピーター・ウィルクスの死について語る男に出会う。彼らはウィルクスの二人の兄弟を装い詐欺を行い、これはジムの売却に至る一連の詐欺の初めのステップである。
サイラスとサリー・フェルプス
トム・ソーヤーの叔母と叔父で、ハックが詐欺師がジムを売ったことを知った後に偶然出会った人物たち。彼らは基本的に良い人々だが、ジムを監視下に置き、ハックは彼らの「文明化」的な影響から逃れたいと思っている。
ポリーおばさん
トム・ソーヤーの叔母で、サリー・フェルプスの姉。小説の終わりに、トムのように振る舞うハックと、シッドのように振る舞うトムを正しく識別する。

## 評価
20世紀前半のアメリカ人作家アーネスト・ヘミングウェイは、ノンフィクション作品『アフリカの緑の丘』で、本書を歴史的な文脈に位置づけた。
無邪気で幼い主人公と、ミシシッピ川沿いに住む人々や景色の精彩に富む描写、そして当時の人種差別への、真摯かつ痛烈な批判的姿勢によって、本書は知られている。
出版以来、本書は若い読者の間で人気を博し、比較的毒のない『トム・ソーヤーの冒険』（この作品は、いかなる特定の社会的メッセージも含んでいなかった）の続編として捉えられているにもかかわらず、学術的な研究対象でもあり続けている。更に本書は、215回に及ぶ「ニグロ」（黒ん坊）という言葉の使用によっても批判されている（後記「#論争」の節を参照）。

## 物語の内容
この物語はアメリカ南北戦争以前の、おそらく1830年代か1840年代頃を舞台としている。当時の自宅（マーク・トウェインハウス）で執筆された。
『トム・ソーヤー』で知られているように、ハックはアルコール中毒の父親と暮らす、母親のいない怠惰な幼い放浪者である。父親の元から脱出したハックは、妻や子供との生き別れを意味する川下への売却を恐れて逃亡した黒人奴隷のジムと出会い、自由を求めて、共にオハイオ川の北を横断する事を試みる。本書はその二人の冒険を伝えている。 
本書には、主要なテーマがいくつか設定されているが、ここでは、以下の4つについて解説する。
家族
ハックとトムが前作で手に入れた金を盗み取るために、ハックの保護権を獲得しようとするハックの父親による試みと争った末、ハックは自分が殺されたように装って逃亡する。本作のよく知られたプロット上の工夫の一つは、ジムによるハックの父の死の隠匿である。
様々な種類の人々との出会い
ある時は牧歌的で、ある時は恐ろしげなミシシッピー川流域の人々の生活。ハックとジムは、そこを旅する途中で、悪漢小説の形式のように、殺人者・泥棒・詐欺師・善人・偽善者といった様々な種類の人間と遭遇する。
人種差別
人種問題のテーマでは、ハックによる緩やかなジムの人間性の承認がある。ジムは現実の人間と同じ程度に不完全であるが、本書における他のどの人間よりも強く勇敢であり、寛大かつ賢明である。この物語に登場するハックを除く白人の登場人物の多くは、愚劣または残酷か利己的に描かれている。それとは対照的に、黒人の主要登場人物であるジムは、迷信深く無教養ではあるが、賢く利他的に描かれている。また、「白人のハックが横暴な父親から逃げる行為」と「黒人のジムが奴隷所有者から逃げる行為」という対比（前者は善で、後者は悪なのか）も存在する。
宗教
宗教上のテーマは、人種主義上のテーマ同様、強く描かれている。ハック自身は神に対して敬虔であろうとするが、神に祈ろうとする都度、それが時間の浪費であることを思い、神を信じるのに苦労する。また、奴隷解放宣言以前のアメリカでは、「奴隷を盗む行為」（逃亡補助を含む）は宗教上のタブーとされていたため、さらにハックを苦悩させることになる。
本書の冒頭と終盤でトム・ソーヤーが登場する部分は、一般には、全体的なインパクトを損なっていると否定的に言われている。ただし、トムが物語を開始させ完結させるのに貢献し、トムの途方もない計画が、神話的な川下りの旅を取り巻く「リアリティ」の枠組みを与える、逆説的な効用を持っているという見解も存在する。

## 日本語訳
- 『ハックルベリイ フィンの冒険』中村為治訳、岩波文庫 上・下、1941。なお児童書でも多数刊行
- 『ハックルベリー・フィンの冒険』吉田甲子太郎訳　世界少年少女文学全集35 アメリカ編5 創元社 1956年11月
- 『ハックルベリー・フィンの冒険』石川欣一訳 研究社 1958年
- 『ハックルベリイ・フィンの冒険』村岡花子訳 新潮文庫 1959年、改版1989年
- 『ハックルベリィ・フィンの冒険』小島信夫訳 河出書房新社「少年少女世界の文学」1966年、新版〈世界文学の玉手箱7〉1993年
- 『ハックルベリー・フィンの冒険』野崎孝訳　世界文学全集 講談社 1970年、新編 1976年。他に講談社文庫 1971年
- 『ハックルベリー・フィンの冒険』渡辺利雄訳　世界文学全集54 集英社 1980年
- 『ハックルベリー・フィンの冒険』西田実訳 岩波文庫 上・下 1981年。ワイド版も刊
- 『ハックルベリ・フィンの冒険』大久保博訳 角川書店 1999年／角川文庫 2004年
- 『ハックルベリ・フィンの冒険』加島祥造訳 ちくま文庫 2001年
- 『ハックルベリィ・フィンの冒険』山本長一訳 彩流社〈マーク・トウェインコレクション7〉1996年
- 『ハックルベリー・フィンの冒険』大塚勇三訳 E・W・ケンブル画 福音館書店〈福音館古典童話シリーズ〉1997年
- 『ハックルベリー・フィンの冒険』土屋京子訳 光文社古典新訳文庫 上・下 2014年6月
- 『ハックルベリー・フィンの冒けん』柴田元幸訳　研究社 2017年
- 『ハックルベリー・フィンの冒険』千葉茂樹訳 岩波少年文庫 上・下 2018年1月
- 『ハックルベリー・フィンの冒険』上杉隼人訳 講談社 青い鳥文庫 上・下 2021年6月
- 『ハックルベリー・フィンの冒険』市川亮平訳 小鳥遊書房 2025年

## アニメ化
- ハックルベリィの冒険（1976年1月2日～1976年6月25日 フジテレビ系列にて放映）
- ハックルベリー・フィン物語（1994年8月26日～1995年3月3日 NHK BS2にて放映)

## 論争
『ハックルベリー・フィンの冒険』の出版後、マサチューセッツ州コンコード図書館は、「下品な主題による手法」と「物語を綴る、粗野で無教養な言葉」を理由として、本書を禁書に指定した。サンフランシスコ・クロニクル紙は、1885年の3月29日号ですばやく本書を擁護した。
「本作を通じて描かれるのは、南北戦争以前の奴隷の評価に対する鋭い風刺である。無一文でアル中の貧困白人の息子ハックルベリー・フィンは、黒人奴隷が自由を得ようとするのを手助けするのに彼が負っている役割のため、数多くの良心の呵責に悩まされる。幾人かの批評家はこの感情が大袈裟であると主張しているが、本作以上に真実を描いた作品はない」

### 閲覧制限・自粛
本作は20世紀以降も、以下のような形で閲覧制限・禁書処分が実施されたり、あるいは論争・自粛の原因になっている。
- マサチューセッツ州コンコード図書館で、発行直後に禁書処分になった。
- ブルックリン公共図書館などで、少年向けのジャンルから取り除かれた。
- 人種差別を理由に、各地の学校の推薦書籍のリストから取り除かれた（たとえばワシントン・ポスト紙によれば、1995年の3月にはワシントンD.C.のナショナル・カテドラル・スクールの英語クラスでの10年生の推薦書籍から、本書が取り除かれた。コネチカット州ニューヘイブンの Banned Books Online は、公立学校の授業からも同様に取り除かれたと報告している）。
- 現代では、黒人に対する軽蔑的表現とされる「ニガー」という語を200回以上使用していることから、本書全体に人種差別主義が含まれている、と主張する団体の要請により、本書の圧倒的な反人種差別的プロットを支持する主張にもかかわらず、学校放送から取り除かれている。
- アメリカ図書館協会によると、本作は1990年代の「100 Most Frequently Challenged Books」ランキングの5位[2]、2000年代の「Top 100 Banned/Challenged Books」の14位[3]である[4]。
- 2011年現在のアメリカでは、オリジナル版に忠実なバージョンと、差別用語などを削除あるいは別の用語に置き換えたバージョンの両方が出版されている[5]。
- 1955年、CBS放送が本作に基づくテレビ向け映画を製作した際、論争回避のため、奴隷制に一切言及せず、ジム役を黒人以外の俳優に演じさせた[6]。

### 研究書籍
- 亀井俊介『ハックルベリー・フィンのアメリカ』中公新書、2009年
- 『マーク・トウェインの世界 亀井俊介の仕事』南雲堂、1995年